# Nhà thờ Thánh Václav ở Vršovice
Nhà thờ Thánh Václav (tiếng Séc: Kostel sv. Václava) là một nhà thờ Công giáo La Mã ở Vršovice, thuộc quận Praha 10, Cộng hòa Séc. Nhà thờ được xây dựng vào năm 1930 để kỷ niệm 1000 năm ngày mất của Thánh Václav.

## Miêu tả

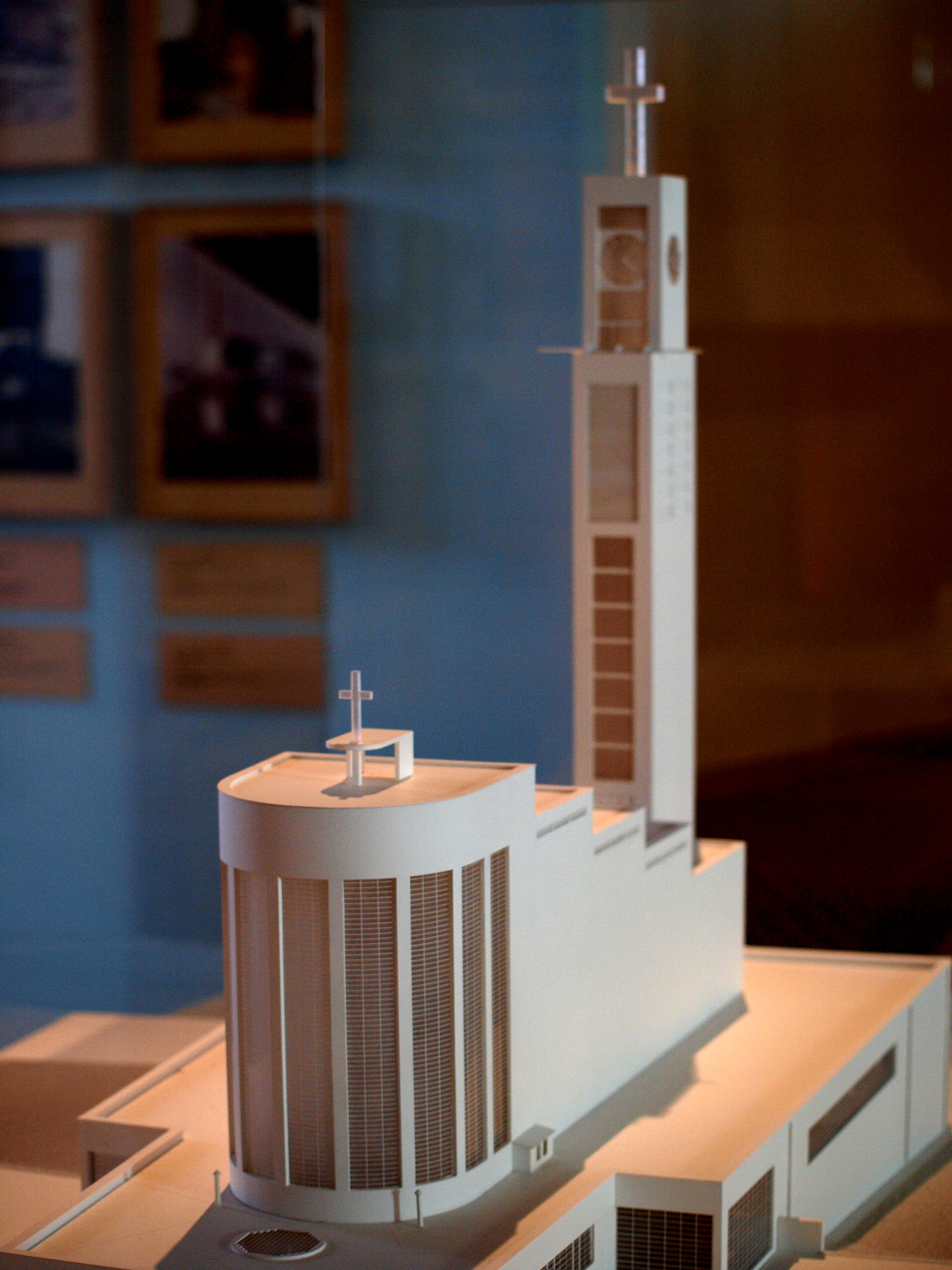
Mô hình nhà thờ Thánh Václav, của nhà điêu khắc Jan Roith, tại Bảo tàng Kỹ thuật Quốc gia (Praha)

Đây là một trong ba nhà thờ được xây dựng vào năm 1929, ở Praha, được lấy cảm hứng từ lễ kỷ niệm 1000 năm ngày mất của Thánh Václav.  Công trình tốn kém nhất để tưởng niệm Thánh Václav trong ba nhà thờ là công trình nhà thờ Trung Cổ, nhưng Giáo hội Công giáo vẫn quyết định xây thêm hai nhà thờ mới nữa. Trong đó, một nhà thờ được xây dựng tại Jiřího z Poděbrad, là nhà thờ Thánh Tâm được thiết kế bởi Jože Plečnik và nhà thờ Thánh Václav ở Vršovice, vốn được xây dựng trên một nghĩa trang cũ ở quảng trường Svatopluk Čech.
Ban đầu, ở Vršovice vốn đã có một nhà thờ dành riêng cho Thánh Nicôla từ thế kỷ 11 và sau đó lại có thêm nhà thờ Thánh Václav. Ý tưởng về việc xây dựng một nhà thờ mới đã có từ năm 1864 nhưng quá trình thực hiện ý tưởng này diễn ra rất chậm và phải đến năm 1902 mới có một ủy ban được thành lập để xây dựng thêm nhà thờ Thánh Václav ở Vršovice.

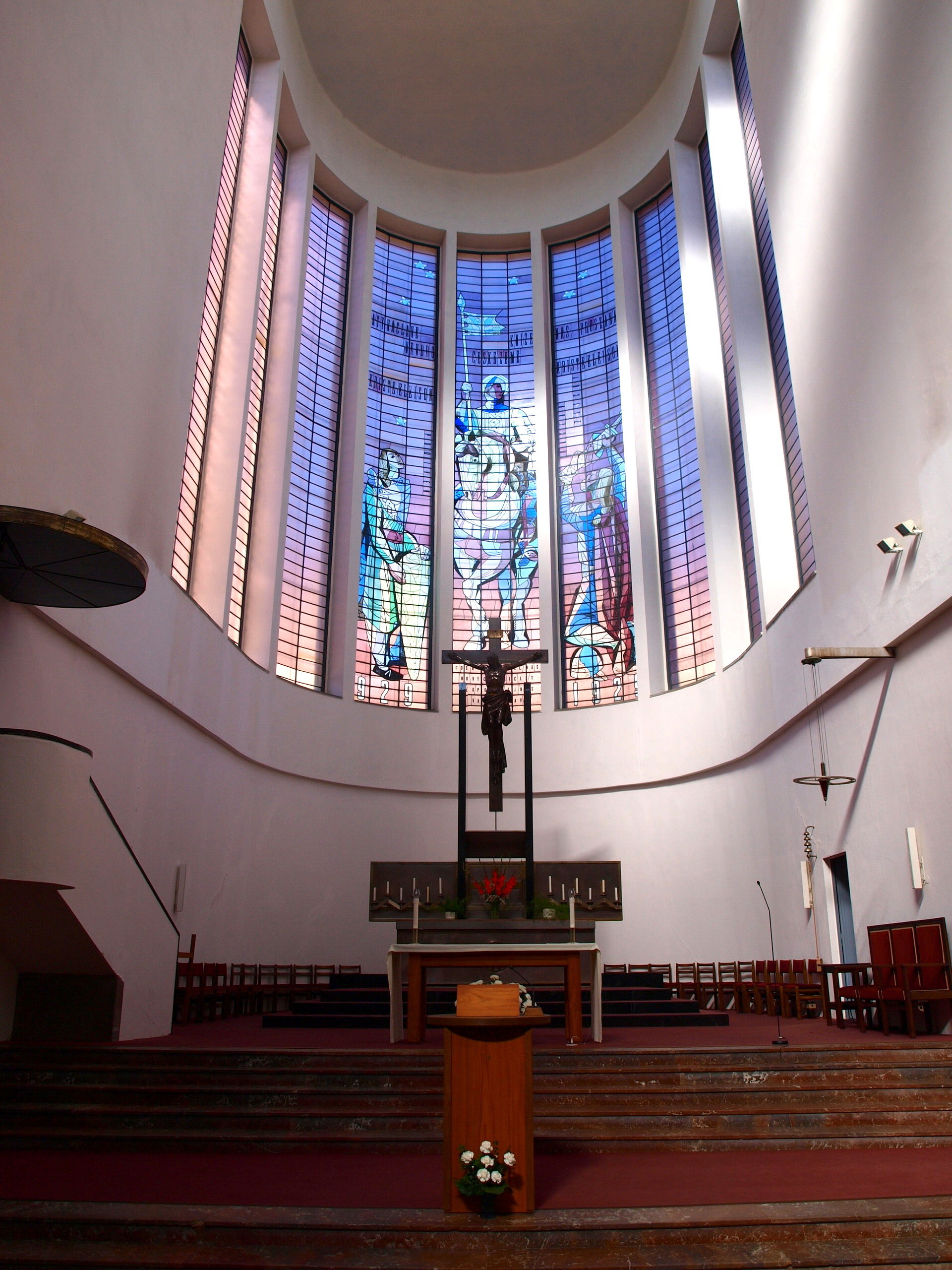
Bên trong nhà thờ

Trong hơn 50 bản thiết kế được gửi về để xây dựng nhà thờ Thánh Václav thì bản thiết kế của kiến trúc sư người Séc, Josef Gočár, đã giành chiến thắng bởi phong cách chủ nghĩa Kiến tạo táo bạo. Tháng 5 năm 1929, nhà thờ chính thức làm được làm lễ đặt viên đá đầu tiên. Ngày 21 tháng 9 năm 1930, Đức Tổng Giám mục của Praha, Francis Kordac đã làm lễ tôn phong hiển thánh cho nhà thờ. Được biết, trong bản sơ đồ thiết kế của nhà thờ có một đại sảnh dẫn thẳng đến khu vực chính điện để hài hòa với địa hình nền đất dốc của nhà thờ.
Cấu trúc nhà thờ gồm một tòa tháp cao đến 50 mét với một cây Thánh Giá lớn dài 7 mét ở trên đỉnh tháp. Tòa tháp này cũng được tích hợp một chiếc đồng hồ và có thể leo lên đỉnh tháp bằng một cái thang. Trên tháp nhà thờ có năm quả chuông và Thánh Giá trên đỉnh thì luôn được thắp sáng vào ban đêm.
Trong quá trình tân trang lại nhà thờ vào năm 1998, toàn bộ cửa sổ trong nhà thờ đã được thay mới lại hoàn toàn. Loại kính được chọn để thay mới cho cửa sổ nhà thờ là kính Luxfer, một loại kính có nhiều lăng kính nhỏ bên trong, có thể phản chiếu ánh sáng theo hướng mà người thiết kế mong muốn.
Vào tháng 9 năm 2012, nhà thờ được mở cửa cho công chúng vào xem như một phần của sáng kiến Ngày Di sản Châu Âu.